# Hohendorf
Hohendorf é um município da Alemanha localizado no distrito de Ostvorpommern, estado de Mecklemburgo-Pomerânia Ocidental.
Pertence ao Amt de Am Peenestrom.